# Reset (álbum)
Reset (en español: Reiniciar) es el tercer álbum de estudio del MC español Porta. La trama del disco manifiesta la palabra "reiniciar", lo cual habla de su vida artística y de los "errores" que ha cometido, y volver a empezar para arreglarlos, antes de ponerle un final a su carrera prefiere reiniciarla. En él colaboran los MC Dj Joaking, Skiller Zone, Soma, Jota, ZPU, Passport Shinoflow, Abram, h0lynaight, Isusko, Samo, SBRV, Fado, Chus, Gema, Dan, Eude, Aid, Genioh, Eneyser, Yesh, Xenon, Mr Currice, Mowlihawk, Endecah & Santa RM. Cuenta con 17 temas, todos estos grabados, mezclados y masterizados en Lebuqe Studios. Este álbum le dio a Porta el Premio de la Música Independiente 2013 en la categoría mejor disco de rap y músicas urbanas, además de que fue el primero de sus álbumes de contar con la etiqueta de Paternal Advisory en iTunes por el contenido explícito en las letras, a pesar de que en sus anteriores álbumes también hay lisuras y no tienen la etiqueta. 

## Promoción

### Interpretaciones en directo
El día jueves 26 de abril de 2012 fueron anunciadas las fechas de la gira que acompañaría al álbum.
| América             |                  |           |                        |
| 11 de junio de 2012 | Buenos Aires     | Argentina | Vorterix Teatro        |
| 12 de junio de 2012 | Buenos Aires     | Argentina | Vorterix Teatro        |
| 14 de junio de 2012 | Mar de Plata     | Argentina | GAP                    |
| 16 de junio de 2012 | Santiago         | Chile     | Teatro La Cúpula       |
| 18 de junio de 2012 | Montevideo       | Uruguay   | Teatro Plaza           |
| 20 de junio de 2012 | Córdoba          | Argentina | Refugio Guernica       |
| 21 de junio de 2012 | Rosario          | Argentina | The Willie Dixon Blues |
| 24 de junio de 2012 | Ciudad de México | México    | Salón Covadonga        |
| 26 de junio de 2012 | Bogotá           | Colombia  | Royal Center           |

### Sencillos
El día martes 13 de marzo fue lanzado el primer y único sencillos promocional, titulado «Me dejó la piel» que se encuentra en YouTube:http://www.youtube.com/watch?v=___5em4BNjg», al igual que el vídeo musical. La canción ocultaba en su letra los nombres de las canciones de Reset.
El día martes 10 de abril fue lanzada «Etiquetas» como el primer y único sencillo a través de iTunes Store, mientras que el vídeo musical, dirigido por Gregorio A. Sebastián fue publicado el 18 de abril de 2012.
El día jueves 13 de septiembre fue lanzado «Palabras mudas» como el segundo sencillo del álbum' Reset, logrando el 1.000.000 reproducciones a lo largo del mes.

## Lista de canciones
| N.º     | Título | Escritor(es) | Productor(es)                  | Duración |  |
| 1.      | «Este es mi Momento» | Porta | Soma                           | 2:10     |  |
| 2.      | «Reset» | Porta | Soma                           | 4:31     |  |
| 3.      | «Palabras mudas» (Con Gema) | Porta / Estribillo: Gema | Allrounda                      | 4:44     |  |
| 4.      | «Tras tus gafas de sol» | Porta | Soma, The Streets              | 5:12     |  |
| 5.      | «Animales racionales» | Porta | Sinima Beats                   | 3:49     |  |
| 6.      | «Los sin nombre» (Con Isusko) | Porta / Isusko | Danny Manny                    | 4:30     |  |
| 7.      | «El síndrome de Peter Pan» | Porta | Allrounda                      | 3:12     |  |
| 8.      | «Etiquetas (porta)» | Porta | Soma, Carlos Martín            | 4:41     |  |
| 9.      | «Causa y efecto» (Con H0lynaight) | Porta / h0lynaight | Soma                           | 5:05     |  |
| 10.     | «Que se piren» (Con Soma) | Porta / Soma | -                              | 1:23     |  |
| 11.     | «Carta de libertad» | Porta | Allrounda                      | 4:32     |  |
| 12.     | «Media vida» | Porta | Soma                           | 3:15     |  |
| 13.     | «sodangidnI» (Con Chus) | Porta / Chus | Soma                           | 4:32     |  |
| 14.     | «Sexualirap» (Con Dj Joaking) | Porta | Soma                           | 2:33     |  |
| 15.     | «Así son las cosas» | Porta | Sinima Beats                   | 4:54     |  |
| 16.     | «Continuará» | Porta | Soma                           | 2:54     |  |
| 17.     | «No tienes hueco» (con Soma, Jota, Zpu, Shinoflow, Abram, H0lynaight, Isusko, Samo, Sbrv, Dan, Chus, Gema, Brode, Eude, Aid, Genioh, Eneyser, Yesh, Xenon, Curricé, Mowlihawk, Endecah, Santa RM y Christian.) | Porta / Soma / Jota / Zpu / Shinoflow / Abram / h0lynaight / Isusko / Samo / Sbrv / Dan / Chus / Gema / Brode / Eude / Aid / Genioh / Eneyser / Yesh / Xenon / Curricé / Mowlihawk / Endecah / Santa RM / Christian | Skiller Zone / Avaritia Music. | 10:46    |  |
| 1:12:57 | | |                                |          |  |

La canción «Me dejó la piel» fue lanzada como sencillo promocional el día martes 13 de marzo de 2012, aunque no está incluida en el álbum.

## Posicionamiento en listas
| México | Mexican Albums Chart[cita requerida] | 28 |

## Historial de lanzamientos
| País      | Fecha              | Formato          | Discográfica  | Ref. |
| --------- | ------------------ | ---------------- | ------------- | ---- |
|           | 7 de mayo de 2012  | Descarga digital | Sin Anestesia |      |
| España    | 7 de mayo de 2012  | CD               | Pias Spain    |      |
| México    | 18 de mayo de 2012 | CD               | Zepeda Bros   |      |
| Argentina | 7 de mayo de 2012  | CD               | Zepeda Bros   |      |
| Chile     | 16 de mayo de 2012 | CD               | Zepeda Bros   |      |